# Port lotniczy Antsiranana
Port lotniczy Antsiranana (IATA: DIE, ICAO: FMNA) – port lotniczy położony w Antsiranana, w Madagaskarze.

## Linie lotnicze i połączenia
| Linia Lotnicza | Kierunek                                                     |
| -------------- | ------------------------------------------------------------ |
| Air Austral    | 1. Reunion                                                   |
| Air Madagascar | 1. Antananarywa 2. Dzaoudzi 3. Nosy Be 4. Reunion 5. Sambava |
| Ewa Air        | 1. Dzaoudzi                                                  |
| Tsaradia       | 1. Antananarywa                                              |